# ボロ指向

ニュージャージー州北東部のバーゲン郡にある70の自治体。

ボロ指向（ボロしこう、英: Boroughitis、またはボロ・フィーバー英: borough fever、またはボロ・マニア英: borough mania）は、1890年代にアメリカ合衆国東端部のニュージャージー州で、行政単位としての小さな「ボロ」（英: Borough）が大量に作られたことを表す言葉である。ニュージャージー州議会が地方政府と教育体系を改革しようとしたことが、当時あったタウンシップを小さなボロに分割することに繋がった。これは特にバーゲン郡において甚だしく、現在も州の政治地図の上でそれらが割拠する状態を作っている。この動きは、ニュージャージー州でベッドタウンが開発され、その住民がそれまでの長きにわたって田園部で受けていた政府のサービスをより多く望むようになったために起こった。
19世紀の終盤、ニュージャージー州の大半は大きなタウンシップに分けられており、その中に幾つか小さな町があり、そのそれぞれでは1つの地方学校だけで1つの教育学区を形成するような状況だった。鉄道の経路近くに新しい開発地ができて、数を増していた通勤者は政府のサービスをより多く望むようになり、一方で農夫のような地域に長く住んでいた者達は税金が高くなるのを恐れた。そのような二者の間に政治的な論争が起こった。既存のタウンシップの中で、住民投票によって独立したボロを形成することを認める州法があったが、ほとんど使われてはいなかった。1893年遅く、通勤者の後押しを受けた共和党が州議会の多数派となり、その翌年には、2つ以上のタウンシップの部分を合わせて形成されたボロが、郡政委員会の代表を選ぶことを認める法を成立させた。この1894年の法は、1つのタウンシップの中で教育学区を1つに統合する同年に成立した法と組み合わされ、不満を抱いていた地域社会が分離してボロになることが容易になり、また魅力あるものになった。郡政委員会に委員を出すことができ、また地方の学校教育を支配し続けることができるからだった。
1894年と1895年で40の新しいボロが形成されたが、その大半がバーゲン郡内であり、タウンシップが分裂し、その大きさを大きく減らした。現在タウンシップはほとんど残っていない。州議会は1894年の法で過剰に多い自治体の形成を認めることになったと考え、1895年には郡政委員を選ぶ権利を止め、翌年には住民投票によってボロを形成できるルールを止めた。20世紀に入って議会が自治体を形成することが続いた。政府の費用を減らすために、近年、自治体を統合する動きがあったが、僅かに減っただけになっている。

## 背景

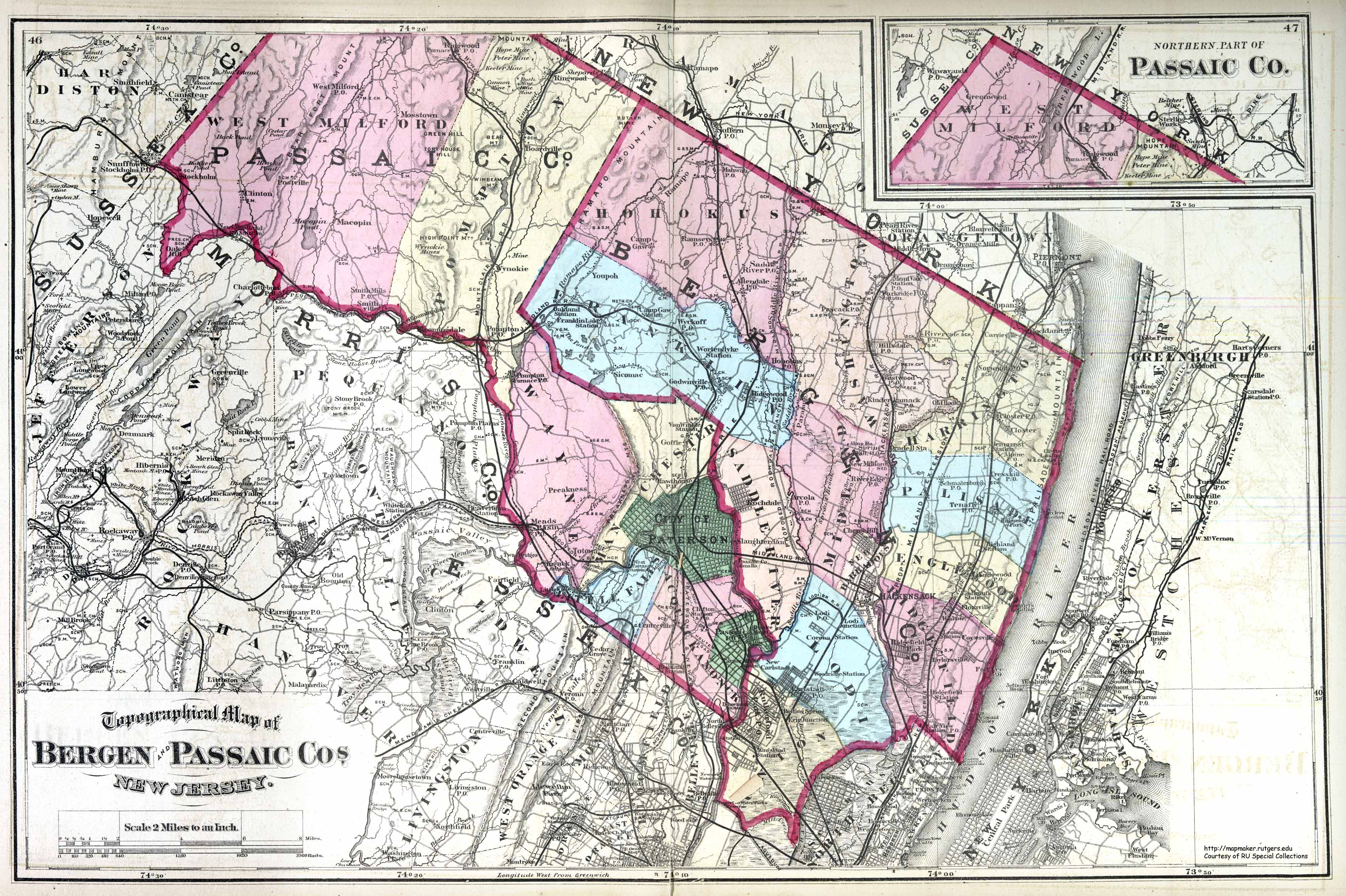
バーゲン郡（および隣接するパセーイク郡）、1872年の地図

1702年、東ジャージーと西ジャージーがニュージャージー植民地に統合されたとき、24のタウンシップがあった。イギリスの支配下で、特許状、裁判所命令、あるいは議会行動によって、さらに多くのタウンシップが追加された。アメリカ独立戦争の後、ニュージャージー州議会は全ての自治体認証を確認し、新しいものの形成を認めた。1798年時点で、州内には104のタウンシップがあった。エセックス郡、モリス郡、サセックス郡での経済活動が増加し、ウォーレン郡が創設されたことで、タウンシップの数は1834年で125になっていた。
タウンシップの大半は税金が低く、政府が小さかった。道路は大半が泥道であり、税金を安くすることと引き換えに農夫が維持した。タウンシップの集会は毎年2月にあった。住民が関心事項を検討し、解決案を求め、その意思を実行する代理人を集合的に指名した。各タウンシップの有権者は郡の政体である郡政委員会の代表を選出した。
19世紀の半ばから、鉄道がニュージャージー州に大きな変化をもたらした。それまでのニュージャージー州はほとんど農業社会だったが、鉄道の新線によって農夫達はその産品を容易に市場に送り出すことが可能になった。しかし、鉄道はニューヨーク市やフィラデルフィア市で雇用された者達が都心の中核の外に住み、毎日働きに行くことも容易にした。南北戦争の前であっても、エセックス郡オレンジ・タウンシップのブリックチャーチ駅はニューヨーク市から約15マイル (24 km) の位置にあり、国内では最初のベッドタウンの中心となった。ニュージャージー州のタウンシップは通勤者という新しい住民を獲得し、彼らが鉄道駅の近くに地域社会を形成し、照明で照らされた通りや道路、質の高い学校を望み、さらに政府における発言力を望んだ。しかしそれらの問題があっても、田園部にいる農業民（パンプキン・ダスター、すなわち、カボチャの泥にまみれた者と呼ばれた）は自分達が望んでいるわけでもないサービスのために税金を上げられることを恐れ、ことごとく反対した。
学校と教育学区の問題も、鉄道開通後に新しく住むようになった通勤者と、それ以前から長く住んできた住民の間で激論を生むことになった。教育学区の境界線はタウンシップの境界線とは別物だった。全ての学校が独自の教育学区を作っていた。その結果、タウンシップには多くの教育学区が含まれ、バーゲン郡のフランクリン・タウンシップには11の教育学区があり、生徒数は774人に過ぎなかった。
当時タウンシップに規定されていたタウンミーティング方式の政府は、変化する時代に合わなくなっていた。ニュージャージー州憲法では、州政府をトレントンに置き、タウンシップに対しては比較的弱い権限しかなかったが、時を経るにつれて議会は改革を試みた。タウンシップは道路地区に分割され、その保守が行われたことを監督する住民が指名された。1859年、州は各地区の住民に道路コミッショナーの選出を認め、道路税が適切に使われていることを監督させることになった。これら地区の多くは後にそれぞれの自治体となり、道路コミッショナーが初代首長になることが多かった。

## 州法

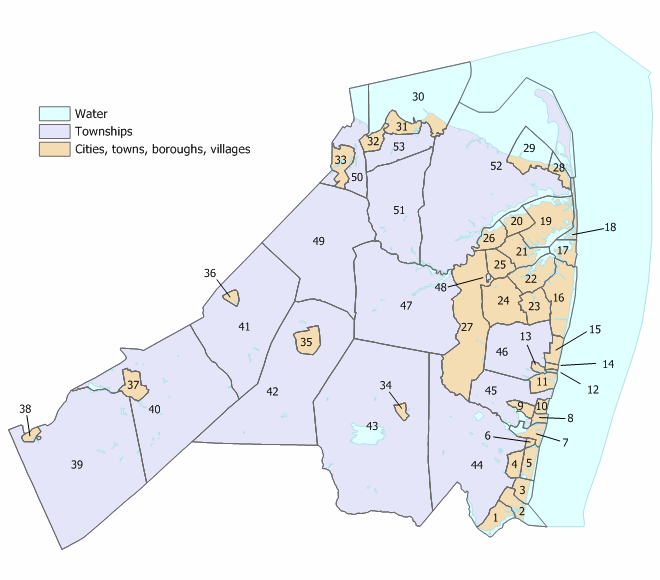
モンマス郡、多くの「ドーナツの穴」が見られ、それを囲むタウンシップからボロが分離したことを示している。

1875年まで、自治体は州議会の特別法によって創設あるいは修正されていたが、この年から、議会は一般法を通し、改善を望む地域における住民投票に自治体法人化の判断を任せることにした。1878年、議会はボロ法を通し、タウンシップから分離してボロとなるために、土地の広さ4平方マイル (10 km2) 未満、人口1,000人未満の土地所有者たちに住民投票を求めることを認めた。この住民投票は、問題となる地域の土地の価値で計算して10%を所有する人々の請願で行うことができ、投票まで10日間の告知期間が求められた。1882年、議会はこの方法を拡大し、広さ2平方マイル (5.2 km2) 未満の地域が、タウンシップ内で幾らかの自治権があるボロになることができるようにした。ニュージャージー州の大衆は1873年恐慌が起きたために鉄道については苦い思いをしていたので、1870年代には自治体の方向に向けさせる動機づけが行われた。新たに民主党支配の議会が鉄道の所有する土地に対する税免除を終わらせる法を通した。駅に近い土地の多くが売却され、それが地域社会に変換され、その後の年代に所属していたタウンシップから分離し、幾つかの「ドーナツの穴」を作った。それはそれまで所属していたタウンシップに囲まれたボロであり、今日でもそのような自治体の地図が続いている。
1893年の選挙で、共和党がニュージャージー州議会の多数派を取り戻した。これは新たな経済不況である1893年恐慌が起こったことも影響していた。実に民主党のグロバー・クリーブランドが大統領を務めている間のことだった。さらに民主党員が（それまでの共和党員と同じく）汚職をしていることが分かったのも影響した。通勤者の人口が増えていたこともそれなりに働いた。バーゲン郡はニューヨーク市に近かったことから、多くのベッドタウンがあり、それは今も続いている。これら新しい住民は強力な共和党支持者であり、民主党を支持する農民とは対照的だった。地元の歴史家ケビン・ライトは「バーゲン郡の通勤者は1893年までに選挙でパンプキン・ダスターズに対抗できるだけの人口に増えており、自治制における政治的革命に導き、最後は旧体制を覆すことになった」と記した。ニュージャージー州議会上院の支配を巡る法的な論争と、1894年の会期の前半を支配していた民主党の政策の多くを覆そうという共和党の望みがあった。それでも、地元の土地所有者など関係団体は、新しい政府で権力を得られることを期待し、議会に自治体の法人化を進める政策を推した。

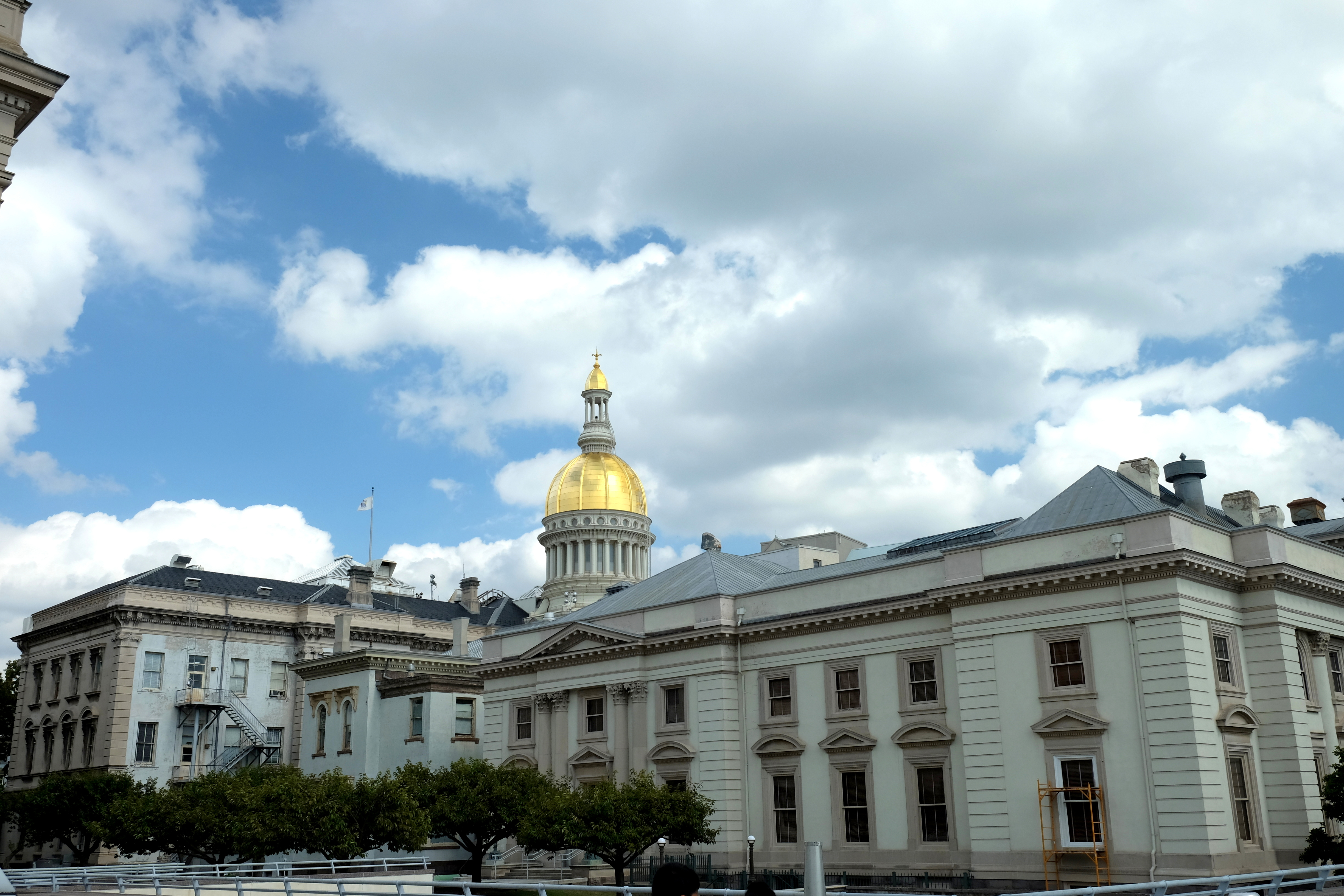
トレントン市にあるニュージャージー州会議事堂、1894ボロ法が成立した

同法が成立した時に、バーゲン郡のタウンシップは粉々になった。分離を許容するボロ法の規定は、1893年以前はほとんど使われていなかった。ハドソン川沿いのパリセイズ・タウンシップで1年間に及んだ法廷闘争により、住民投票での承認を通じてテナフライ・ボロが1894年1月に分離した。砂利敷き道路に如何に金を払うかという論争があったので、1894年初期には幾つかの町が分離し、バーゲン郡内の道路の多くが1890年代前半に初めて舗装された。ハッケンサック 市の「レパブリカン」紙3月1日版では「デルフォード（後のオラデル）、ウェストウッド、ヒルズデール、パークリッジがボロになろうとした主な理由は、重い砂利税となる恐れがあるものを避けられるということだった。提案されたデルフォードのボロは複数のタウンシップから領域を合わせることになっており、ハッケンサック川の両岸の1つの学校を共有する町を統合することになっていた。しかしボロが複数のタウンシップから領域を合わせて形成できるかについて、法的な不確かさがあったので、法人化は保留された。
4月、トレントンの共和党多数派議会は、デルフォードで問題になっていた、ボロが2つ以上のタウンシップから領域を合わせて形成できるかを解決する法案を作るために動いていることを明らかにし、それが1894年5月9日の法となった。この法でも郡の郡政委員会の代表をボロが送り出すことを認めていた。歴史家ケビン・ライトは「一般法を装った特別法を作った結果は直ぐに明らかになった」と記していた。1885年以来、新しいボロは独自の郡政委員を出せておらず、ボロの有権者はその代わりに以前に属していたタウンシップに入って委員を選ぶということになっていた。政党の支持者は1894年法の政治的な可能性を考え、自党の郡政委員を選ぶことになるボロの形成を通じて、バーゲン郡政府を支配することに挑んだ。
精力的な議員は、1984年の公法第335条で遂に教育改革に着手した。この法は5月25日に成立し、「各タウンシップの中にある幾つかの教育学区は1つに統合すべきこと」をうたっていた。議会の意図は裕福な学区と貧しい学区の間の資金を均等化させることだった。元ニュージャージー州議会下院議長のアラン・カーチャーが言っていたように、「ニュージャージー州は、議会がそれ以上のことをしなければ、「現在では自治体が500より少なくなっていたかもしれない」（実際には565ある）。しかし、議会はその法においてさらに進み、「各市、ボロ、町は1つの教育学区を持つべきであり、タウンシップの教育学区とは別のものにすること」と規定した。かくして、ある地域社会がタウンシップから分離してボロを形成するならば、その学校の支配を継続できることになった。新しいタウンシップ教育学区はその前身が追っていた負債を引き受けることとなり、それはある地域社会で別の社会の負債を一部肩代わりすることを意味し、その収めた税金が別の学校に使われることを意味していた。この法の下で法人化されたボロになることで、これらのことを避けることができた。
この学校法はバーゲン郡におけるボロ化の指向を大きく加速させることになった。独自の教育学区を持つ裕福な地域社会は、その教育の税収を貧しい地域と共有する見込みに直面しており、すなわちボロの住民投票でバラバラに分けられるということだった。主にフランクリン・タウンシップから分離したアレンデールのボロは、このような恐れがあったので分離した。アレンデールは1894年に形成されたボロの中では人口650人と比較的多い方のボロだった。パークリッジのようなベッドタウンでは、新しい住人が古い住人の反対に対抗してボロ化を推進した。古い住人は改良が自分たちに恩恵とならないことを恐れ、新しいボロは直ぐに自治体債の発行によって負債を背負い込むと恐れた。
住民が土地の学校を支配し続けようとして創設した新しいボロにはウッドクリフもあった。これはハリントン・タウンシップとオービル・タウンシップの一部からパスカックの集落の周りに形成され、1910年にはウッドクリフレイクとなった。田園部のアッパーサドルリバーはオービル・タウンシップとホホカス・タウンシップから分離し、オービル・タウンシップにあった学校校舎6つのうちの1つを取った。新聞は、このできたばかりのボロでは、共和党員が16人しかいないので、民主党を支持することになると言っていた。当時タウンシップだったリッジウッドは、ミッドランドパークやグレンロックの分離によってさらに小さなものになるのを避けるために、村として法人化した。ウッドリッジのボロは法人化に対して反対した著名土地所有者の一家が住む家を外すように、境界線が注意深く引かれた後で形成された。ただし、それら土地所有者の農場は外されなかった。ウッドリッジは一旦うまく設立されると、ボロの条例によってその農園の家屋も併合した。
1894年と1895年に創設された40のボロの中で、26がバーゲン郡内にあった。他の郡に含まれたボロの中にはユニオン郡のローゼルやマウンテンサイドがあった。1894年9月、州上院議員のヘンリー・D・ウィントンが、次の会期でこの法は、バーゲン郡の狂騒故にボロ法を骨抜きにしなければ修正すると警告した。郡政委員会の元の16人の委員から新たに9人の委員が追加され、ウィントンは、政府の費用がそれに比例して増加し、ボロの多様性によってさらに多くなると述べた。法が変えられるかもしれないという兆候は、法人化の速度を緩めなかった。1894年遅くまで、ウッドリッジ、カールスタット、エッジウォータ、オールドタッパン、その他のボロが先人の後を追った。ボロの形成に関して何度が殴り合いが生じ、恨みも生じた。ラッセル・ジョーンズの場合、その家がティーネックとボゴタの新たに設定された境界線上にあり、消防士がどちらの管轄権にあるかを議論している間に焼け落ちてしまった。

## その後の経過と遺産
法人化の波は1895年に入っても続き、1月にはクリフサイドパークがボロになった。同月、バーゲン郡の教育監督官ジョン・ターヒューンはトレントンに宛てて報告書を書き、ボロの請願者が法人化の反対者を除外するように境界線を引くことを法が認めていると非難し、「ぎりぎりの過半数が、新しい流行に敢えて反対する少数者を受け入れるか拒否するかという権限を認めるという考えは、また全ての教育施設から彼らを締め出す権利があるという単純な表現について、急進的でまずく、大きな不当である。傷つけられた人にとって防御は無いが、彼らはその状況をおとなしく受け入れなければならない。我々全てにとって大切な言葉である自由と相容れない。」と言っていた。監督官のターヒューンは「ボロ化が終わるまで」急速な細分化が生じさせた多くの問題を評価するのは不可能だろうと記していた。「私はボロで生じた変化を推計しようとせず、それを憶測させるままにする。単に考えも及ばないものだ」と記した。
1895年2月18日の法は前年のボロ法を改定し、土地の価値で計算して10%以上の土地所有者からの法人化請願を、50%に上げることになった。またその後に創られるボロは、領域内に少なくとも400人の子供が住んでいるのでなければ、別の教育学区を維持できないと、議会が決めたことでも、ボロ化の動きは鈍化した。当時28人がいたバーゲン郡郡政委員会は政党間で均等に二分されていた。議会はバーゲン郡を含め第3級の郡の委員数を9人と設定し、デルフォードのようなボロから選ばれた委員は5月8日で委員を辞めることとされた。それでも5月9日、イングルウッドクリフスのボロとなる所の有権者は、34対1の圧倒的な賛成でイングルウッドからの分離を決めた。

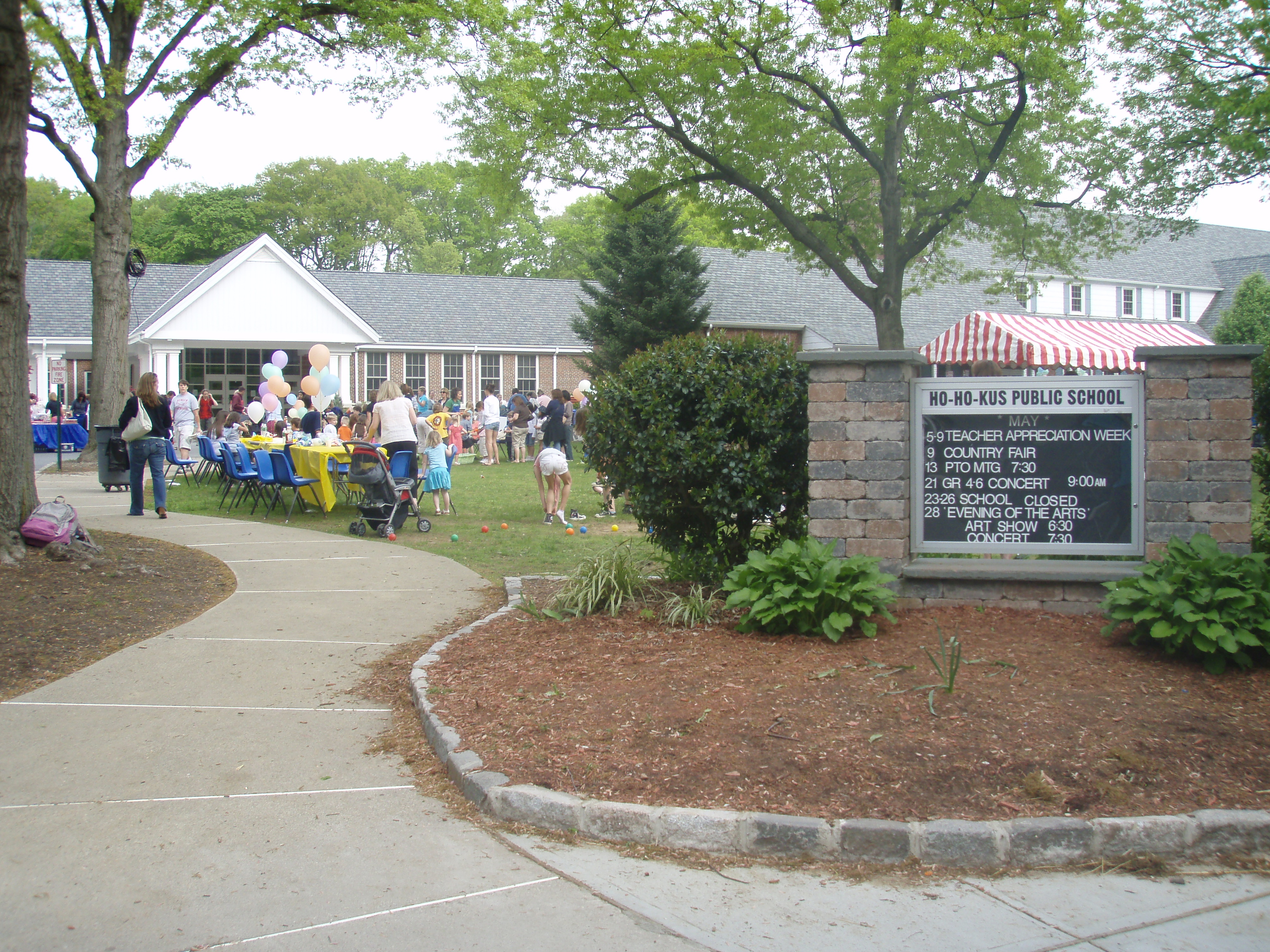
バーゲン郡ホホカス・ボロの公立学校

ノースアーリントンは1896年3月26日に行われた住民投票によってボロとして法人化された。この日は、州議会が「如何なるボロも村も今後議会の特別法による場合を除いて法人化されない」と規定する法案を通した日だった。翌年、議会はボロに関する法の完全な改定を行い、議会の許可なしに法人化、解散あるいは境界の変更を禁じることにした。これは単純に、トレントンの州議会の回廊に対して、地方の住民投票から教育に関する論争の余地を取り去ったことだった。ボロは州議会の法によって法人化が続き、1920年代にも大きなボロ化が進んだ。ボロの数が20世紀に入って増加したことは、道路の資金に関する論争に拠って生ずることもあった。エセックス郡のコールドウェル・タウンシップの場合は1908年までに6つの自治体に分割され、カムデン郡のクレメントン・タウンシップの場合は1915年から1929年の間に、9つもの自治体に小分けされた。
1920年代までにバーゲン郡の自治体の数は70に達しており、その状態が今に続いている。1920年代の後、議会は新しい自治体を多く作らなかったが、地方の役人たちが土地の利用法に影響する地区割りを使い、魅力の無い併合を行った。ボロ指向のためにバーゲン郡ではタウンシップがほとんど政府の形としては消滅した。その中で残っているものはサウスハッケンサックであり、分離を望むボロがなくなったローダイ・タウンシップの名残である。その領域は3つの部分に分かれており、互いに数マイル離れている。
他の郡でもボロの創設があったが、その程度はバーゲン郡が圧倒的に大きかった。鉄道が開通した1850年代には人口がまだ少なかったが、ユニオン郡やカムデン郡のような他の郊外郡とは異なる開発パターンが適用された。他の郡は鉄道駅の周りに計画的な開発が行われていた。バーゲン郡の開発パターンはニュージャージー州でも特異なものであり、1894年まで1つのタウンシップの中に幾つか通勤者の郊外地があり、州内の他の場所では稀な形だった。1つのタウンシップの中に1つの郊外地のみの場合は「ドーナツの穴」型のボロを形成するのに対し、バーゲン郡の場合はタウンシップの全体が分裂するようなことになった。この分割におけるもう一つの重要な要素は、町の学校の支配を続けようという望みに打ち勝つことだった。ニュージャージー州上院議員のフェアリー・ディキンソン・ジュニアは、「他州では自治制が政治的な概念として認められているが、ニュージャージー州では神学の教えである」と指摘していた。カーチャーもこの考えに同意しており、特に教育の問題について、自治制の望みが統合の障害になってきていた。
1980年代には多くのボロがタウンシップに変わった。それらは必ずしも政府形態を変える必要はなかったが、1986年まで、ボロの形態よりもタウンシップと呼ばれる自治体により多くの連邦政府の援助が使えたからだった。2014年時点でニュージャージー州には565の自治体があり、人口当たりの数では他のどの州よりも多く、他の8つの州の自治体を合わせた数よりも多い。バーゲン郡にあるボロのテターボロの場合、空港と工業用ビルがあり、住民は100人に満たない。州知事のクリス・クリスティは政府費用の低減のために統合を奨励してきており、多くの自治体がそれを検討したが、近年の意味ある合併は、2012年にプリンストン・ボロとプリンストン・タウンシップが統合されたことだけだった。
カーチャーは、下院議長であるときもその後も、統合を推進していたが、自治制の推進者の餌食になるだけだった。カーチャーはボロ指向の長きにわたった影響を次のように論じていた。
州内納税者に究極的な負担となったのは、...1894年の共和党による改革に直接帰するものであり、計り知れないものである。バーゲン郡を車で通ろうとすれば、ほんの午後を必要とするだけである。最後の5分間で1つのボロを通り、次のボロは横切るのに3分間しか要しないかもしれないが、それに入ったという唯一の証拠は標識である。そうでなければ、1つのボロと他のボロを見分けるのも事実上不可能である。それぞれのボロは最も価値ある所有物を持っており、その費用を考えればそれが価値あるとすべきである。すなわちその教育学区である。